# Кёниг, Леопольд Егорович

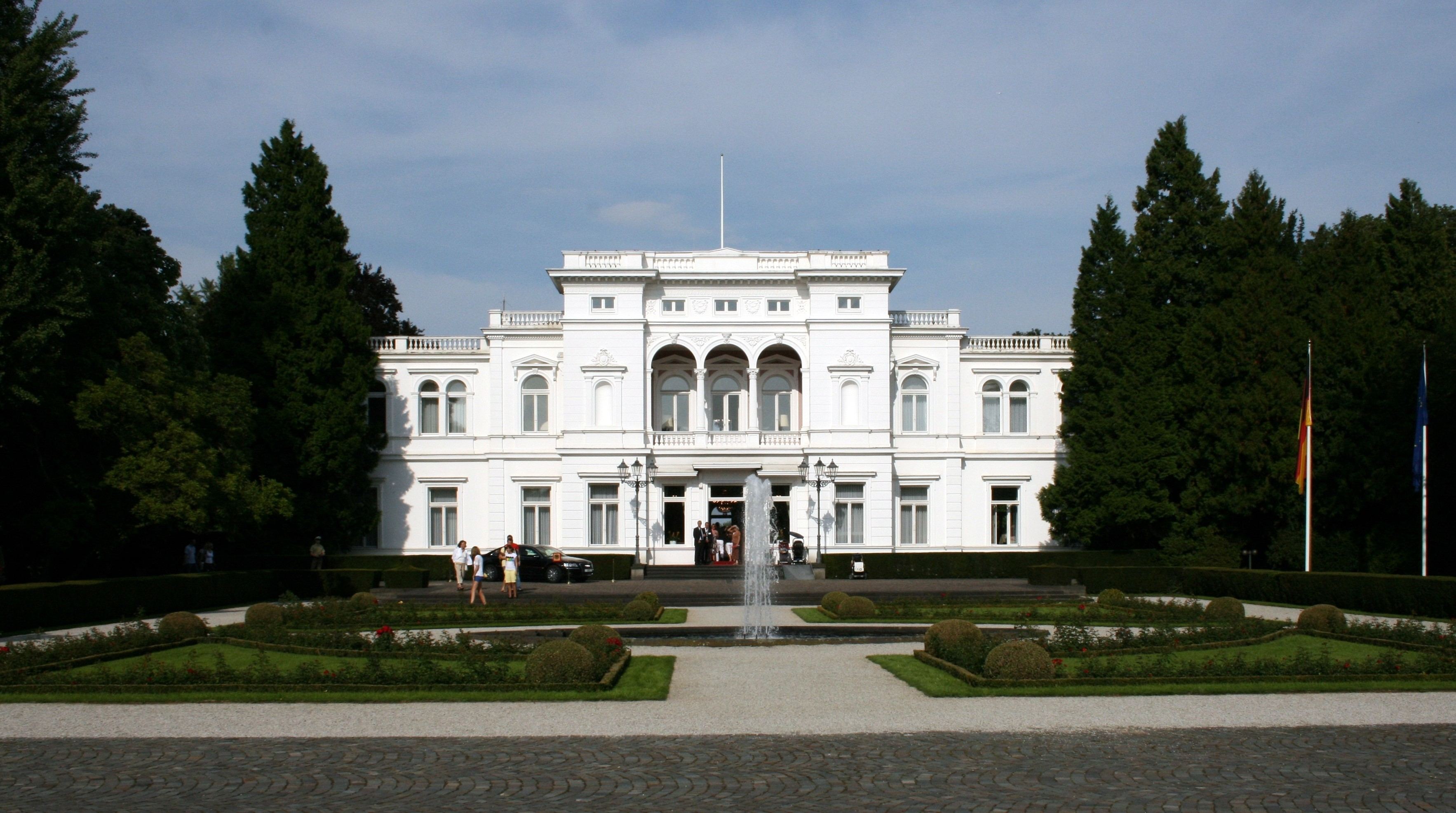
Вилла Хаммершмидта — вторая официальная резиденция федерального президента Германии

Леопольд Егорович Кёниг (нем. Leopold Koenig; 25 ноября 1821, Санкт-Петербург — 17 декабря 1903, Санкт-Петербург) — российский сахарозаводчик, владелец и устроитель усадеб Шаровка и Тростянец.

## Биография
Сын петербургского пекаря-немца. Выучился на сахаровара и в 1848 году приобрёл свой первый сахарный завод в Санкт-Петербурге. Через 15 лет Кёниг уже был монополистом на российском рынке. В 1867 году Кёниг с семьёй переехал в Бонн и приобрёл виллу на Кобленцер-штрассе, ныне Аденауэр-аллее. В 1870-е годы Кёниг реконструировал свою виллу.
Леопольд Кёниг принимал активное участие в жизни протестантской общины и пожертвовал значительные средства на строительство церкви Креста на боннской площади Кайзерплац. С 1868 года Кёниг являлся членом боннского читательского общества. По состоянию здоровья семья Кёнига в середине 1880-х годов переехала из Бонна в Канны.
Леопольд Кёниг — отец зоолога Александра Кёнига, основавшего в Бонне Естественно-научный музей, и помещика Карла Кёнига. Внучка Леопольда Кёнига — писательница Херта Кёниг.
В 1889 году Леопольд Кёниг познакомился в Санкт-Петербурге с промышленником Рудольфом Хаммершмидтом и продал ему свою боннскую резиденцию. Хаммершмидт въехал на боннскую виллу в 1901 году. В 1950 году строение было приобретено государством и стало официальной резиденцией федерального президента ФРГ под названием «вилла Хаммершмидта». 
По некоторым сведениям, после Полтавско-харьковских аграрных беспорядков в 1903 году принимал активное участие в принудительном выселении 300 семей из села Шаровки, способствовал сожжению села, гибели и разорению местных крестьян. 
Похоронен на Волковском лютеранском кладбище Санкт-Петербурга.